# Монастырёк (Архангельская область)
Монастырёк — деревня в Виноградовском районе Архангельской области. Входит в состав Виноградовского муниципального округа. До 2021 года входила в состав Моржегорского сельского поселения.

## География
Деревня расположена в среднем течении Северной Двины, на левом берегу, в устье реки Моржевка. От деревни до Архангельска по реке — 256 км, однако судовой ход теперь идёт вдоль правого берега Северной Двины по протоке Калкурская. К северу от деревни (ниже по течению Северной Двины) находятся посёлок Почтовое и деревня Кальи, к югу — деревни Савинская, Родионовская, Власьевская, Усть-Морж, Моржегоры и Хохновская. Рядом с деревней проходит автомобильная трасса М-8 «Холмогоры» (Москва — Архангельск).

## История
В справочнике 1886 года записано: «Пустынское (Никольская Пустынь, Монастырек), село бывшее государственное, при речке Моржевке, дворов 19, жителей 124, церковь православная».
По Списку населённых мест 1905 года: деревня Пустыньская (Монастырек) Власьевского сельского общества. При реке Сев. Двине. Жилых дворов 36, мужчин 115, женщин 118.Относится к Моржегорскому приходу.

## Население
| 2002 | 2010 | 2012 |
| ---- | ---- | ---- |
| 6    | ↘2   | ↗7   |

Численность населения, по данным Всероссийской переписи населения 2010 года, составляла 2 человека. В 2009 году числилось 8 чел., из них — 3 пенсионера.

## Известные жители
В деревне Пустыньга родился Абакумов Анатолий Григорьевич (1922—1967) — капитан дальнего плавания, Герой Социалистического Труда.

## Часовой пояс
Монастырёк, также как и вся Архангельская область, находится в часовом поясе, обозначаемом по международному стандарту как Moscow Time Zone (MSK/MSD). Смещение относительно Всемирного координированного времени UTC составляет +3:00 (MSK, зимнее время) и +4:00 (MSD, летнее время).

### Карты
- Топографическая карта P-38-39,40. (Лист Усть-Ваеньга)
- Монастырёк. Публичная кадастровая карта
- Монастырёк на карте Wikimapia